# Betim
Betim est une ville brésilienne du centre de l'État du Minas Gerais. Sa population était estimée à 388 873 habitants en 2012. La municipalité s'étend sur 346 km2.
La ville fait partie de la région métropolitaine de Belo Horizonte.

## Géographie
Selon la division régionale en vigueur depuis 2017, établie par l'IBGE, la municipalité appartient aux régions géographiques intermédiaires et immédiates de Belo Horizonte. Jusqu'alors, avec les divisions en microrégions et mésorégions en vigueur, elle faisait partie de la microrégion de Belo Horizonte, qui à son tour était incluse dans la mésorégion métropolitaine de Belo Horizonte.
- Localisation : Zone métallurgique, dans la région métropolitaine de Belo Horizonte.
- Principaux cours d'eau : rivière Paraopeba, rivière Betim et Riacho das Areias.
- Végétation : cerrado et forêt galerie, dans les vallées humides.
- Principales autoroutes desservant la municipalité : MG-060, MG-050, BR-381, BR-040, BR-262.
- Chemin de fer principal qui traverse la municipalité : Ligne Garças à Belo Horizonte de l'ancien chemin de fer Oeste de Minas.
- Communes limitrophes : Contagem, Esmeraldas, Igarapé, Ibirité, São Joaquim de Bicas, Mário Campos, Juatuba e Sarzedo[2].

## Maires
| Période | Période | Identité                     | Étiquette | Qualité |
| ------- | ------- | ---------------------------- | --------- | ------- |
| 2009    | 2012    | Maria do Carmo Lara Perpétuo | PT        |         |
| 2013    | 2016    | Carlaile Pedrosa             |           |         |

Parfois surnommée la « cité rouge », Betim fut longtemps une ville ouvrière et un bastion de la gauche. Luiz Inácio Lula da Silva, du Parti des Travailleurs, y obtint lors de ses campagnes victorieuses de 2002 et 2006 plus de 75 % des voix. 